# Lepidura improcera
Lepidura improcera är en stekelart som beskrevs av Dasch 1974. Lepidura improcera ingår i släktet Lepidura och familjen brokparasitsteklar. Inga underarter finns listade i Catalogue of Life.